# دوامة الصمت

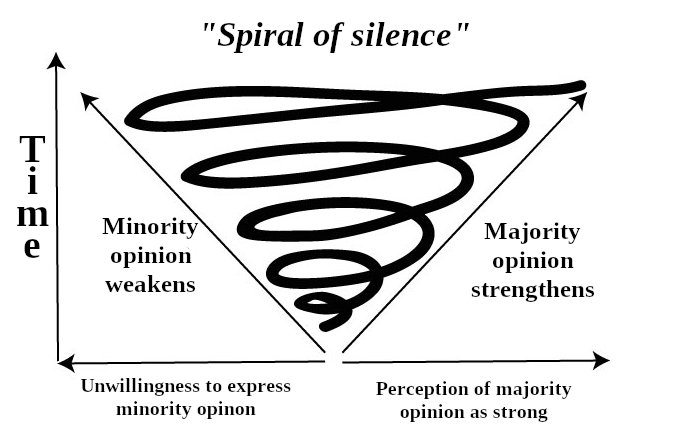
نموذج لشرح النظرية

إن نظرية دوامة الصمت هي نظرية علوم سياسية واتصال جماهيري اقترحتها عالمة السياسة الألمانية إليزابيث نويل نيومان، والتي تنص على أن الأفراد عندهم خوف من العزلة، والذي يأتي نتيجة من فكرة أن مجموعة اجتماعية أو المجتمع عامة من الممكن أن يعزل، يتجاهل أو يستبعد أعضاء بسبب آرائهم. بناءًا على ذلك يقود الخوف من العزلة إلى التزام الصمت بدلا من التعبير عن الآراء. الإعلام هو العامل الأهم الذي يتعلق بالفكرة المهيمنة واستيعاب الناس للفكرة المهيمنة. قد لا يرتبط تقييم البيئة الاجتماعية للمرء دائمًا بالواقع. 

## خلفية
في عام 1974 ساهمت عالمة السياسة الألمانية إليزابيث نويل نيومان بالنموذج الشهير المسمى «دوامة الصمت». أسست نيومان وزوجها «منظمة الرأي العام» في ألمانيا كما كانت أيضا رئيسة «الرابطة العالمية لأبحاث الرأي العام» من 1978 إلى 1980.
طبقا لشيلى نيل، «قٌدم في عام 1974، تستكتشف نظرية دوامة الصمت افتراضيات لتحديد لما تلتزم بعض المجموعات الصمت بينما يكون الآخرون لهم صوت أكبر في مناقشات الإفصاح العام».  تقترح نظرية دوامة الصمت أن «الناس الذين يعتقدون أنهم يملكون وجهة نظر الأقلية في قضية عامة سيبقون في الخلفية حيث يكون تواصلهم أكثر تقييدا. وأن هؤلاء الذين يعتقدون أنهم يملكون وجهة نظر الأغلبية سيشعرون بتشجيعا أكثر للتحدث.» 
تشرح النظرية تكوين القواعد السلوكية على كلا من المستوى الجزئي والكلي. "على المستوى الجزئى تفحص دوامة الصمت التعبير عن الرأى، السيطرة على ميول الناس – مثل الخوف من العزلة والمتغيرات السكانية التي تظهر لتحث استعدادية الناس للتعبير عن آرائهم بشكل علنى على القضايا، مثل التكنولوجيا الحيوية الزراعية."  تحدث دوامة الصمت على مستوى كلى عندما يلتزم الصمت أعضاء أكثر وأكثر من الأقلية. هذا عندما يبدأ المناخ العام لإدراك الرأى بالتحول."  في كلمات أخرى، إن المناعة الفردية لشخص للتعبير عن رأيه أو رأيها، مبنى ببساطة على استيعاب ما يظنه كل الآخرون، لديه آثار مهمة على المستوى الاجتماعى.  حين يحصل رأى على اهتمام الأغلبية، تواجه الأقلية تهديد وخوف من العزلة من المجتمع. كلما يبنى الرأى زخم عن طريق الأغلبية، تستمر الأقلية في الشعور بالتهديد والوقوع في صمت أعمق. يستمر هذا إلى أن تصمت الأقلية ولا يعاسكون الرأى الآخر، ويصبح رأى الأغلبية في النهاية هو السلوك الاجتماعى. 

### نموذج الدوامة
إن نموذج الدوامة هو مقياس يستخدم للتعبير بصريا عن النظرية. تشير نهاية الدوامة إلى عدد الأشخاص الذين لا يعبرون بشكل علنى عن رأيهم، نظرا للخوف من العزلة. إن من المرجح أن يكون الفرد في نهاية الدوامة إن كان رأيه أو رأيها لا يتماشى مع رأى الأغلبية. تلخص الخطوات التالية كيفية العملية:
1. من الممكن أن نميز بين المجالات التي تكون الآراء والسلوكيات فيها ثابتة، والمجالات التي تكون فيها تلك الآراء والبيانات قابلة للتغيرات... عندما تكون الآراء نسبيا ثابتة ومحددة – على سبيل المثال، «التقاليد» – سيكون على الفرد التصرف وفقا لهذا الرأي العام أو سيكون عرضة للعزل. في المقابل، عندما تكون الآراء في تغير متواصل أو متنازع عليها، سيحاول الفرد أن يعرف أي رأى من الممكن أن يعبر عنه بدون أن يكون معزول.
2. الأفراد الذين عندما يراقبون بيئاتهم، يلاحظون أن رأيهم الشخصى ينتشر ويتبناه الآخرون، سوف يعبرون عن هذا الرأي بثقة بالنفس في العلن. على اليد الأخرى، الأفراد الذين يلاحظون أن آرائهم الشخصية تخسر أفضليتها سيميلون لتبنى رأى أكثر تحفظا عندما يعبرون عن رأيهم في العلن.
3. 1. ما يتبع ذلك هو أن ممثلى الرأى الأول يتحدثون كثيرا بينما ممثلى الرأى الثانى يلتزمون الصمت، هناك تأثير واضح على البيئة: الرأى الذي يتم تعزيزه بهذه الطريقة سيظهر أقوى مما هو عليه حقا، بينما عندما يقمع رأى كما وضحنا سيظهر أضعف مما هو عليه في الحقيقة.
4. 1. النتيجة هي عملية حلزونية تطالب الأفراد الآخرين بإدراك التغيرات في الرأى والحذو حذوها، إلى أن يتم الاستقرار على رأى ليصبح هو السلوك السائد بينما يدفع الرأى الأخر للخلف ويُرفض من الجميع باستثناء أصحاب الصلابة الذين ؤغم ذلك يتمسكون بهذا الرأى. [5]

هذه هي عملية تكوين، تغيير وتعزيز للرأى العام. إن ميل أحد للإدلاء برأيه وآخر للصمت يبدأ عملية حلزونية تؤسس رأى واحد على أنه الرأى المهيمن على مدار الوقت، هذه التغيرات في الاستيعاب تثبت رأى واحد على أنه الرأى السائد وتتغير من السائلة للحالة الصلبة. 
بالإضافة إلى ذلك، تصف نويل نيومان دوامة الصمت على أنها عملية ديناميكية، والتي تصبح التنبؤات فيها عن الرأى العام حقائق مثل تغطية وسائل الإعلام الجماهيرية لرأى الأغلبية إلى أن يصبح الوضع الراهن، وتصبح الأقلية أقل احتمالا أن تتحدث. 

## نظرية المعرفة

### العام
تجادل العلماء طويلا حول مفهوم العام في «الرأى العام». استخدام «عام» و «العامة» ينم عن معانى عديدة متنافسة.  هناك ثلاث معانى للعام. معنى منهم هو الحس القانونى للعام والذي يركز على على الانفتاح. على سبيل المثال، مكان أو طريق عام. معنى ثانى للمصطلح يؤكد الحقوق العامة. اخرا، في التعبير رأى عام. يُقال أن لعام هنا تعريف متقارب ولكن مختلف. العام، في هذا الإطار، يمكن تشخيصها على أنها علم النفس الاجتماعى. لقد تعجب العلماء باندهاش من قوة الرأى العام في وضع اللوائح، القواعد السلوكية والأخلاقية انتصارا على الذات الفردية بجون الحاجة لإزعاج المشرعون، الحكومات أو المحاكم للحصول على مساعدة. 

### الرأي
«الرأي المشترك» هذا هو سماه الفيلسوف الاسكتلندى الاجتماعى ديفيد هيوم في 1739 في عمله المنشورA Treatise of Human Nature. الاتفاق وحس الاشتراك هما ما كانوا وراء معنى «الرأى» الانجليزى والفرنسى.  في بحث المصطلح رأى، meinung في ألمانيا، تم إعادة الباحثين إلى جمهورية أفلاطون. في جمهورية أفلاطون، اقتباس من سقراط يستنتج أن الرأي يأخذ الموقف الأوسط. اعتبر إيمانويل كانت الرأى أنه «حكم غير كافى، بشكل ذاتى وبشكل موضوعى.»  ربما تم إهمال فكرة مدى قيمة هذا الرأى. على أي حال، حقيقة أنه تم اقتراح اتفاق موحد للسكان، أو شريحة من السكان، كانت تحت الاعتبار. 

### الرأي العام
ظهر مصطلح الرأي العام لأول مرة في فرنسا خلال القرن الثامن عشر. وقد جرت مناقشة تعريف الرأي العام مع مرور الوقت. لم يحدث تقدمٌ كبير في وضع عبارة الرأي العام في تصنيفٍ واحد. صرّح المؤرخ الألماني هيرمان أونكن:
«كل من يرغب في استيعاب وتعريف مفهوم الرأي العام سوف يدرك سريعًا أنه يتعامل مع بروتيوس، كائن يظهر في وقت واحد في ألف مظهر، مرئي ووهمي، عاجز وفعّال بطريقة مثيرة للدهشة، ويُقدّم نفسه في تحوّلات لا تُعد ولا تحصى وينزلق إلى الأبد بين أصابعنا تمامًا كما نعتقد أننا تملكناه في قبضتنا... لا يمكن فهم ما يطفو ويتدفق من خلال حصره في صيغة ما...  وفي نهاية المطاف، عندما نُسئل، فإن كل شخص منا يعرف تمامًا ما يعنيه الرأي العام.»
وقيل إنه «خيال ينتمي إلى متحف لتاريخ الأفكار، ويمكن أن يكون ذا أهمية تاريخية فقط».
في تناقض مع هذا الاقتباس، بدا أن مصطلح الرأي العام لن يتوقف استخدامه. خلال أوائل سبعينيات القرن العشرين، كانت إليزابيث نويل نيومان تؤلف نظرية دوامة الصمت. كانت تبذل جهدها لتوضيح النتيجة التي توصّلت إليها عام 1965 والتي تشير إلى عدم تغيّر نوايا التصويت، لكن التوقعات بأن يفوز جانب واحد تزداد باستمرار. بدأت نويل نيومان في التساؤل عما إذا كانت تمسك بالفعل بمعرفة ما هو الرأي العام بالفعل. «قد تكون دوّامة الصمت أحد الأشكال التي ظهر بها الرأي العام؛ قد تكون عملية ينمو من خلالها الرأي العام الشاب والجديد أو عملية ينتشر من خلالها المعنى المتغيّر للرأي القديم».
وصف عالم الاجتماع الأمريكي إدوارد روس الرأي العام في عام 1898 باستخدام كلمة «رخيص». «إن معادلة «الرأي العام» مع «الرأي الحاكم» تعمل كقاسم مشترك وفقا لتعريفاته الكثيرة. يشير ذلك إلى حقيقة أن شيئًا ما متعلقًا بالرأي العام يضع شروطًا تحفّز الأفراد على التصرّف، ولو كان تصرّفهم يعاكس مشيئتهم».
جرى النظر في العديد من المعاني والتعاريف الممكنة للمصطلح. وأكّد العلماء، الذين في فكروا في محتوى الرأي العام المفترض، أنه يتكون من قضايا الشؤون العامة. يشير الباحثون إلى أن ظهور الرأي العام يعتمد على خطاب علني مفتوح بدلاً من «على الانضباط الذي تفرضه الأغلبية الواضحة المهيمنة بما يكفي للترهيب، ولكن آراءهم قد تدعم أو لا تدعم الأعمال التي تصب في المصلحة المشتركة».
كما بحث العلماء أيضًا في هوية من يضع الأساس لتشكيل الرأي العام، ويفترض أنهم أفراد المجتمع المستعدين للتعبير عن أنفسهم بمسؤولية بشأن المسائل التي تمسّ اهتمام الشعب. وقال العلماء الذين بحثوا أيضًا في أشكال الرأي العام، بأنها تلك التي يُعبّر عنها علنًا والتي يسهل فهمها. بمعنى آخر، الآراء التي تُنشر علنًا، خاصة في وسائل الإعلام. تصاعد الجدل الذي يحيط هذا المصطلح بشأن الكلمتين المجتمعتين لتشكيل العبارة.

### وسائل الإعلام والرأي العام
تعتبر تأثيرات وسائل الإعلام على كل من الرأي العام وفهم الرأي العام أساسية في نظرية دوامة الصمت. من أوائل الأعمال التي لفتت الانتباه إلى العلاقة بين الإعلام وتشكيل الرأي العام كان كتاب والتر ليبمان «الرأي العام»، الذي نشر في عام 1923. أثّرت أفكار ليبمان فيما يتعلق بآثار وسائل الإعلام على ظهور نظرية دوامة الصمت. أثناء بنائها لنظرية الدوّامة، تقول نويل نيومان: «يمكن للقارئ أن يكمل ويشرح العالم فقط من خلال الاستفادة من الوعي الذي إلى حدٍّ بعيد خلقته وسائل الإعلام».
وتعد نظرية ترتيب الأولويات عملًا آخر ترتكز عليه نويل نيومان وهي توصّف تأثير وسائل الإعلام على الرأي العام. تصف نظرية ترتيب الأولويات الأعمال العلاقة بين وسائل الإعلام والرأي العام من خلال التأكيد على أن الأهمية العامة للقضية تعتمد على ظهورها في وسائل الإعلام. جنبًا إلى جنب مع ترتيب الأولويات، تحدّد وسائل الإعلام كذلك القضايا البارزة من خلال معركة مستمرة مع أحداث أخرى تحاول الحصول على مكان في جدول الأعمال. تتصارع وسائل الإعلام مع هذه البدائل الإخبارية من خلال خلق «أزمات مزيّفة» و«مستجدات زائفة».
تؤثّر خصائص وسائل الإعلام كأداة اتصال تأثيرًا أكبر على إدراك الناس لأفكارهم فيما يتعلق بالرأي العام. وفقًا لنويل نيومان، فإن وسائل الإعلام هي: «شكل أحادي غير مباشر من أشكال التواصل العام، وتتناقض ثلاثة أضعاف ما تتناقضه أكثر أشكال التواصل البشري طبيعيّة أي المحادثة». تطغى خصائص وسائل الإعلام هذه على وجه الخصوص على الأفكار الفردية للمرء.
بينما تفترض بعض نظريات التواصل الإعلامي جمهورًا سلبيًا، كما هو الحال في «نموذج الحقن» (يُعرف أيضًا باسم «نظرية الطلقة السحرية»، يفترض نموذج الدوّامة جمهورًا إيجابيًا «يستهلك منتجات وسائط الإعلام وفقًا لأهدافه الشخصية والاجتماعية». قد توفّر المعرفة «المُكتسبة من وسائل الإعلام ذخيرة للناس للتعبير عن آرائهم وتقديم مبرّرات لموقفهم». أشار هو وآخرون إلى أنه «كان من ضمن الأفراد الذين أولوا اهتمامًا كبيرًا لوسائل الإعلام، كان أولئك الذين يعتريهم خوف منخفض تجاه العزلة أكثر احتمالًا على نحو كبير لتقديم مسوّغات منطقية لرأيهم الخاص أكثر مما يفعله أولئك الذين لديهم خوف كبير من العزلة».
تعتبر نويل نيومان وسائل الإعلام جوهرية في صياغة نظرية دوّامة الصمت، في حين أن بعض العلماء يجادلون فيما إذا كانت الفكرة السائدة في البيئة الاجتماعية للمرء تغلب على الفكرة السائدة التي تقترحها وسائل الإعلام باعتبارها القاعدة الاجتماعية المتصوّرة. تتوافق بعض الأبحاث التجريبية مع هذا المنظور؛ مما يشير إلى أن «المناخ الأصغري» للفرد يغلب على آثار وسائل الإعلام. تشير مقالات أخرى أيضًا إلى أن التحدث مع الآخرين هو الطريقة الأساسية لفهم مناخ الرأي.